# Catedral de Lübeck

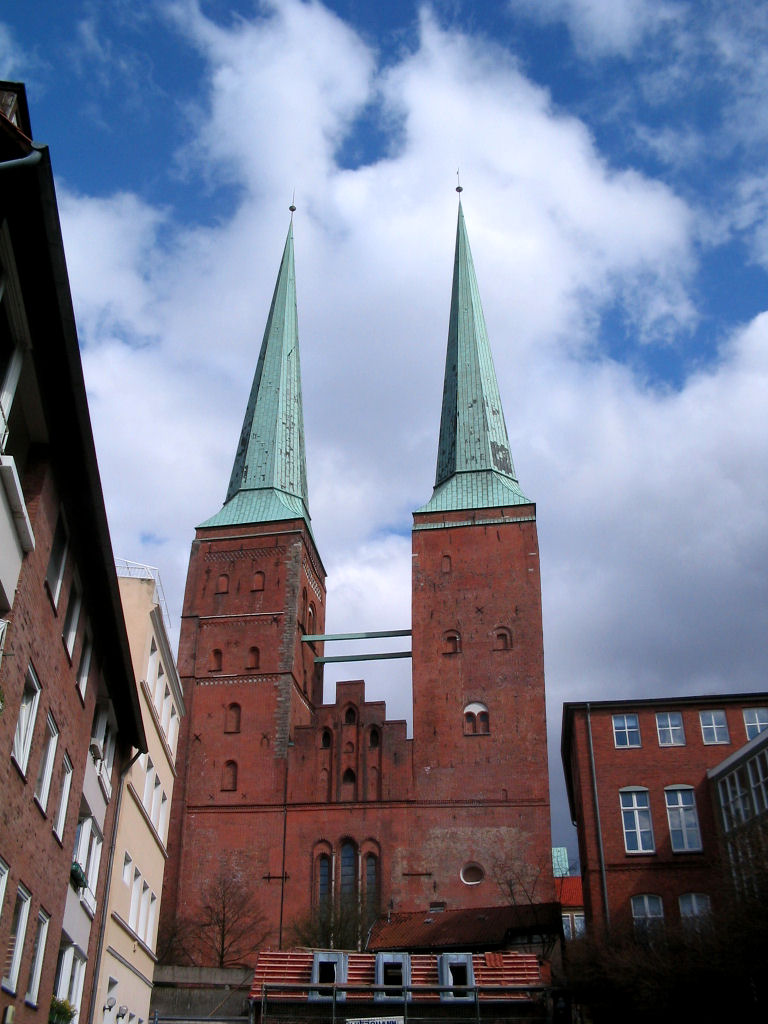
Catedral de Lübeck.

A Catedral de Lübeck é uma grande catedral de tijolos Luterana em Lübeck, Alemanha e parte do patrimônio mundial de Lübeck.
É famosa pela obras de Bernt Notke e Thomas Quellinus, que sobreviveram aos bombardeios da Segunda Guerra Mundial em 1942. O famoso altar de Hans Memling está agora no Museu de Lübeck.
A então catedral românica foi finalizada em 1230, mas entre 1266 e 1335 foi transformada em uma estrutura ao estilo Gótico.